# Miss Atlântico Internacional 2014
Miss Atlântico Internacional 2014 foi a 19ª. edição do tradicional concurso de beleza feminino de nível internacional sob o nome Miss Atlântico que ocorre anualmente na cidade de Punta del Este, no Uruguai. O certame foi transmitido ao vivo pelo sinal da Teledoce através do Canal 12 e transmitido pela Latinoamérica Televisión. Com apresentação do jornalista Berch Rupenian, o evento ainda contou com a participação de treze candidatas e teve como vencedora a espanhola e posteriormente Miss Mundo 2015, Mireia Lalaguna. Vale destacar que o certame estava marcado para ocorrer dia 8, porém devido ao mal tempo - pois o palco é aberto - ele foi adiado para o dia seguinte.

## Resultados

### Colocações
| Posição   | País e Candidata                       |
| Vencedora | - Espanha - Mireia Lalaguna            |
| 2º. Lugar | - República Dominicana - Rosa Martínez |
| 3º. Lugar | - Brasil - Raphaela Lima               |

### Premiações Especiais
- O concurso distribuiu as seguintes premiações:[2]

| Prêmio              | País e Candidata             |
| Miss Internet       | - Uruguai - Cinthia Amorín   |
| Miss Simpatia       | - Colômbia - Alejandra Ortiz |
| Miss Fotogenia      | - Venezuela - Ellen Arellano |
| Melhor Fantasia     | - Panamá - Ariadna Ruiz      |
| Melhor Traje Típico | - Venezuela - Ellen Arellano |

## Jurados
Avaliaram as candidatas em biquini e entrevista:

### Final
| 1. Sergio del Pino, representante da Granja San Francisco; 2. Lourdes Rapalín, representante do Bethel Spa; 3. Rafael Rainuso, representante da Sagrin S.A.; 4. Francisco Calvete, representante da Freixenet Uruguay; 5. Laetitia Princesa d’Arenberg, madrinha do concurso; | 1. Virginia de la Fuente, representante do Mantra Group; 2. Victoria Rodríguez, representante da Teledoce; 3. Andrés Zanatta, representante do Arapey Thermal Resort; e 4. Luis D'Amore, alfaiate. |

### Preliminar
| 1. Laetitia Princesa d’Arenberg, madrinha do concurso; 2. Francisco Calvete, diretor da Freixenet Uruguai; 3. Lourdes Rapalín, diretora do Bethel Spa; 4. Rosario Rodríguez, diretora da Revista Pasarela a la Moda; | 1. Gabriela Nunes, representante comercial da Sagrin S.A.; 2. Sandra Bentancor, diretora da Mega Profissional; 3. Natalia Necasek, representante comercial da Kaluga Pro Beauty Group; e 4. Zulay Toala, designer equatoriana. |

### Traje Típico & Fantasia
| 1. Fernanda Varela, representante do Ateliê Luis D'Amore; 2. Pablo Cardoso, hair-stylist; 3. Iris Daguerre, representante da Plasma Cosméticos; 4. Carlos Sastre, representante do Macro Mercado Mayorista; 5. Gabriela Nunes, representante da Sagrin S.A.; 6. Marcelo Chiappino, representante do Mantra Resort Spa; | 1. Nelson Mancebo, presidente do júri; 2. Zulay Toala, designer equatoriana; 3. Natalia Necasek, representante comercial da Kaluga Pro Beauty Group; 4. Roberto Fajardo, representante da Striff Jeans; 5. Rosario Rodríguez, diretora da Revista Pasarela a la Moda; e 6. Mario Lorenzo, coreógrafo. |

## Embaixatrizes
Trata-se de prêmios dados pelos patrocinadores:
| Prêmio               | País e Candidata               | R     |
| Youngirl             | - Espanha - Mireia Lalaguna    | [ 4 ] |
| Plasma Cosméticos    | - Argentina - Carolina Yanuzzi | [ 4 ] |
| Bethel Spa           | - Brasil - Raphaela Ferreira   | [ 4 ] |
| Granja San Francisco | - Paraguai - Sandra Rojas      | [ 4 ] |
| Mega Profissional    | - Chile - Valeska Farias       | [ 4 ] |
| Mercado Mayorista    | - Uruguai - Cinthia Amorin     | [ 4 ] |
| Keratin Complex      | - Equador - María Belén Ruíz   | [ 4 ] |
| Striff Jeans         | - Colômbia - Alejandra Ortiz   | [ 4 ] |
| Revista Moda         | - Venezuela - Ellen Arellano   | [ 4 ] |
| Arapey Resort        | - Panamá - Ariadna Ruiz        | [ 4 ] |

## Candidatas
Candidatas que disputaram o concurso este ano:
| País                 | Candidata             | I  | A    | Cidade Natal        | R      |
| Argentina            | Carolina Yanuzzi      | 25 | 1.75 | Santiago del Estero | [ 5 ]  |
| Brasil               | Raphaela Ferreira     | 26 | 1.74 | Curitiba            | [ 6 ]  |
| Chile                | Valeska Paz Farias    | 24 | 1.78 | Santiago            | [ 7 ]  |
| Colômbia             | María Alejandra Ortiz | 23 | 1.70 | Marsella            | [ 8 ]  |
| Equador              | María Belén Ruíz      | 22 | 1.77 | Quito               | [ 9 ]  |
| Espanha              | Mireia Lalaguna       | 21 | 1.78 | Barcelona           | [ 10 ] |
| Nicarágua            | Keyling Duran         | 19 | 1.70 | El Rama             | [ 11 ] |
| Panamá               | Ariadna Ruíz          | 21 | 1.69 | Cidade do Panamá    | [ 12 ] |
| Paraguai             | Sandra Rojas          | 19 | 1.74 | Ciudad del Este     | [ 13 ] |
| Peru                 | Estefani Mauricci     | 22 | 1.74 | Trujillo            | [ 14 ] |
| República Dominicana | Rosa Martínez         | 22 | 1.74 | Santo Domingo       | [ 15 ] |
| Uruguai              | Cinthia Amorín        | 23 | 1.74 | San José            | [ 16 ] |
| Venezuela            | Ellen Arellano        | 21 | 1.71 | La Victoria         | [ 17 ] |

## Histórico
| - Bolívia - Colômbia - Competiu pela última vez na edição de 2012. - Nicarágua - Competiu pela última vez na edição de 2012. | - África do Sul - Angelique Foucher - Costa Rica - Nathalie Álvarez - México - Salet Salub - Colômbia - Manuela Vélez por María Alejandra Ortiz |

## Crossovers
Candidatas que participaram de outros concursos:
| Miss Mundo - 2015: Espanha - Mireia Lalaguna (Vencedora) - (Representando a Espanha em Sanya, na China) Rainha Mundial da Banana - 2013: Argentina - Carolina Yanuzzi - (Representando a Argentina em Machala, no Equador) Rainha Internacional do Café - 2012: Uruguai - Cinthia Amorin - (Representando o Uruguai em Manizales, na Colômbia) | Miss Italia nel Mondo - 2011: Peru - Estefani Mauricci (Top 20) - (Representando o Peru em Régio da Calábria, na Itália) Miss Global Teen - 2010: Peru - Estefani Mauricci (Top 14) - (Representando o Peru em Campo Grande, no Brasil) |